# Маркузе, Герберт
Ге́рберт Марку́зе (нем. Herbert Marcuse [maɐ̯ˈkuːzə]; 19 июля 1898, Берлин — 29 июля 1979, Штарнберг) — немецкий и американский философ, социолог и культуролог, представитель Франкфуртской школы.
Во время немецкой ноябрьской революции 1918—1919 годов был одним из членов берлинского совета рабочих и солдат. Изучал германистику и философию в Берлине и у Мартина Хайдеггера во Фрайбурге, где получил докторскую степень. Являлся видной фигурой во франкфуртском Институте социальных исследований, ставшем впоследствии известным как Франкфуртская школа. В 1960-х и 1970-х годах стал одним из самых важных теоретиков студенческого протестного движения, которое активно поддерживал.
Его самые известные работы — «Эрос и цивилизация» (1955) и «Одномерный человек» (1964). Его марксистская учёность вдохновляла многих радикальных интеллектуалов и политических активистов в 1960-х и 1970-х годах, как в Соединённых Штатах, так и за рубежом. Маркузе часто считают интеллектуальным «гуру» или «героем» новых левых, с чем сам он не соглашался.

## Биография
Родился в еврейской семье в Берлине. Во время Первой мировой войны был призван в немецкую армию. В 1918 году Маркузе становится членом солдатского Совета, принимавшего участие в Ноябрьской революции и социалистическом восстании «Союза Спартака» (будущей Коммунистической партии Германии). Сговор руководства Социал-демократической партии Германии с реакционными кругами высшего немецкого генералитета и известие об убийстве фрайкорами Розы Люксембург и Карла Либкнехта заставили его покинуть СДПГ, в рядах которой он состоял в конце войны. Вместе с тем Маркузе, в отличие от большинства будущих представителей Франкфуртской школы, сохранил связь с организованным рабочим движением.
В 1919 году начал изучать германистику и современную немецкую литературную историю как специальность, а также философию и экономику, сначала в течение четырёх семестров в Берлинском университете, затем в течение четырёх семестров в Фрайбургском университете. В 1922 году защитил докторскую диссертацию по художественному роману Филиппа Виткопа.
После получения степени доктора некоторое время работал в книжной лавке в Берлине. В 1928 году возвращается в Фрайбург, чтобы продолжить изучение философии под руководством философа-экзистенциалиста Мартина Хайдеггера.
В 1932 году Маркузе прекратил работать с Хайдеггером, который позже, в 1933 году, вступил в нацистскую партию. Маркузе понимал, что при нацистском режиме он не сможет претендовать на звание профессора, поскольку нацисты захватили власть и антисемитизм усилился. Затем Маркузе был принят на работу в Институт социальных исследований Франкфуртской школы. Институт разместил свои пожертвования в Голландии в ожидании нацистского захвата власти, поэтому Маркузе так и не смог по-настоящему работать во Франкфуртской школе. Уехав из Германии в Швейцарию в мае 1933 года, Маркузе начал свою работу с Институтом в Женеве, где был создан филиал.
В июне 1934 года Маркузе эмигрировал в Соединенные Штаты, где работал в филиале Института социальных наук при Колумбийском университете с 1934 по 1942 год. В 1942 году он отправился в Вашингтон, округ Колумбия, чтобы работать в Управлении военной информации США (OWI) над антифашистскими пропагандистскими проектами. В 1943 году переведён в отдел исследований и анализа Управления стратегических служб (OSS), предшественника Центрального разведывательного управления.
В марте 1943 года Маркузе присоединился к коллеге-исследователю Франкфуртской школы Францу Нейману в Центральноевропейской секции исследований и анализа в качестве старшего аналитика; там он быстро зарекомендовал себя как «ведущий аналитик по Германии».
После 1945 года Маркузе работает в Германии экспертом американской разведки по денацификации. Он много времени посвящает выяснению, можно ли того или иного человека считать нацистом по убеждению, нацистом ради карьеры (как это, по его мнению, сделал его бывший учитель Хайдеггер, вступивший в НСДАП, не желая расстаться с профессорским креслом) или же нацистом, ставшим таковым по принципу «все вступали и я вступал». После того как денацификация стала сворачиваться и разгорелась холодная война, Маркузе ушёл из разведки. Но за это время он успел поработать с колоссальным количеством документов. Особенно его заинтересовала советская пропагандистская и идеологическая литература. По ней Маркузе написал книгу «Советский марксизм», где было изложено подробное описание советского марксизма-ленинизма и его критика, как с точки зрения классического марксизма, так и с точки зрения Франкфуртской школы.
Маркузе впервые начал свою преподавательскую карьеру в качестве политического теоретика в Колумбийском университете, затем в Гарвардском университете в 1952 году. Маркузе работал в Брандейском университете с 1954 по 1965 год, затем в Калифорнийском университете в Сан-Диего с 1965 по 1970 год. Именно во время работы в Брандейсе он написал свою самую известную работу «Одномерный человек» (1964).
Маркузе был другом и соратником политического социолога Баррингтона Мура-младшего и политического философа Роберта Пола Вульфа, а также другом профессора социологии Колумбийского университета Ч. Райта Миллса. В своём «Введении» к «Одномерному человеку» Маркузе писал: «Я бы хотел подчеркнуть особую важность работы Ч. Райта Миллса».
В послевоенный период Маркузе отверг теорию классовой борьбы и марксистскую озабоченность трудом, вместо этого заявив, по словам Лешека Колаковского, что поскольку «все вопросы материального существования решены, моральные заповеди и запреты больше не актуальны». Он рассматривал осознание эротической природы человека как истинное освобождение человечества, которое вдохновило утопии Джерри Рубина и других.
Критика Маркузе капиталистического общества нашла отклик в студенческом движении 1960-х годов. Из-за его готовности выступать на студенческих протестах и его эссе «Репрессивная толерантность» (1965) Маркузе вскоре стал известен в СМИ как «Отец новых левых», но он слегка отмахнулся от этого, сказав: «Было бы лучше называть меня не отцом, а дедушкой новых левых». Его работа сильно повлияла на интеллектуальный дискурс и научные исследования о массовой культуре. Маркузе много выступал в США и Западном блоке в конце 1960-х и 1970-х годах. Он стал близким другом и вдохновителем французского философа Андре Горца.
Маркузе защищал арестованного восточногерманского диссидента Рудольфа Бахро (автора «Die Alternative: Zur Kritik des real existierenden Sozialismus» (рус. «Альтернатива: к критике реально существующего социализма»)), обсуждая в эссе 1979 года теории Бахро о «переменах изнутри».

## Периодизация творчества
Несмотря на определённую эклектичность философии Маркузе, его философскую деятельность можно в общем разделить на этапы: до эмиграции из Германии в 1932 году, период с 1933 года по 1941 год, завершившийся публикацией «Разума и революции», и заключительный этап, на который пришлись его наиболее известные работы:7.

## Ранний Маркузе
Ранние взгляды Маркузе формировались под влиянием Гегеля, Д. Лукача и учителя Маркузе во Фрайбурге Хайдеггера. В самых ранних его работах рассматривалась возможность синтеза онтологии Хайдеггера с марксизмом. Маркузе трактовал хайдеггеровский интерес к личности как более практическую философию, «близкую к правде человеческого существования», противопоставляя её популярным в то время, но более абстрактным неокантианству и ортодоксальному марксизму. В ранних работах влияние Хайдеггера ощутимо, что сам Маркузе признавал и позже:210-211. По мнению Юргена Хабермаса, несмотря на уход от Хайдеггера, более поздние работы Маркузе необходимо рассматривать с учётом его влияния. Разрыв с Хайдеггером произошёл в 1932 году, а после 1948 года Маркузе дистанцировался от своих соратников по Франкфуртской школе. В 1932 году Маркузе защитил диссертацию по Гегелю «Онтология Гегеля и философия истории».

## «Разум и революция»
В книге «Разум и революция: Гегель и становление социальной теории» (1941, рус. 2000) Маркузе переосмысливает социальную и политическую философию Гегеля и описывает становление представлений об обществе за прошедшее столетие. Он приходит к выводу, что ключевым понятием для понимания Гегеля является идея Разума, наследуемая от Просвещения через Великую французскую революцию, а исключительная важность гегелевской философии заключается в установлении связи с социальной теорией и практикой. Идея Разума воздействует на движение истории как борьбу за Свободу. Философская система Гегеля, согласно Маркузе, была последней великой попыткой сделать мысль прибежищем разума и свободы:

Идея разума — средоточие философии Гегеля. Он утверждал, что философское мышление самодостаточно, что история имеет дело с разумом и только с ним одним… Идея разума сохраняет хотя и в идеалистической форме конкретные земные устремления, направленные на свободное и разумное упорядочивание жизни… В основе философии Гегеля лежит структура, идеи которой — свобода, субъект, дух, понятие — являются производными от идеи разума. Если мы не сумеем раскрыть содержание этих идей, а также выявить сущность связей между ними, система Гегеля будет казаться тёмной метафизикой, каковой она на самом деле никогда не являлась.

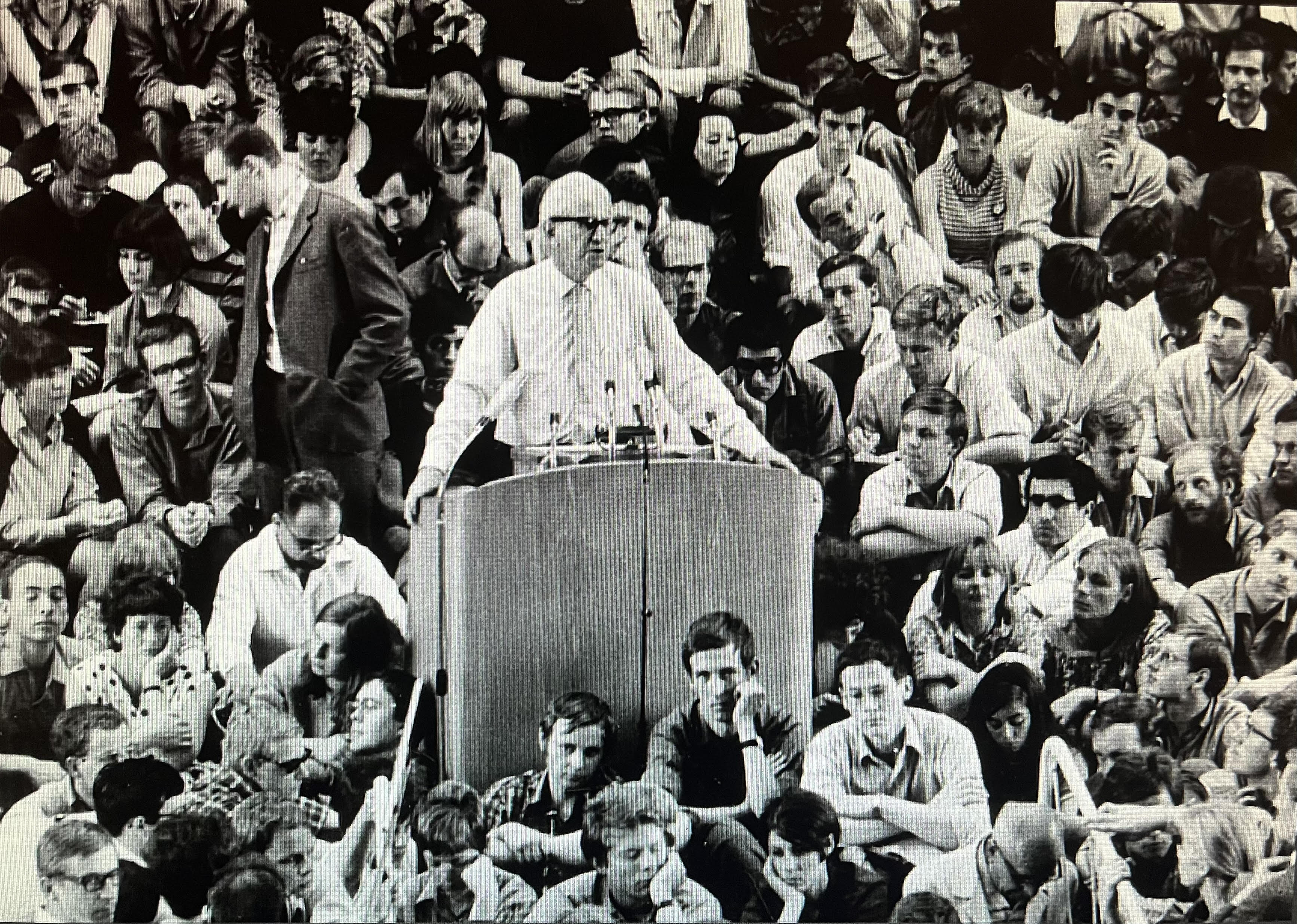
Лекция Маркузе в Берлине (1967)

Маркузе защищает Гегеля:23 от популярных в то время обвинений в создании философских предпосылок германского фашизма и трактует политическую философию Гегеля как основанную на немецкой идеалистической культуре и отстаивающую идею гражданского общества, соблюдающего права и свободы индивида, при этом роль государства состоит в обеспечении соблюдения этих прав. Маркузе осуществляет решительную критику позитивистской философии и находит корни германского фашизма в теориях, в отличие от Гегеля, трактующих общество в контексте природы и позитивизма: романтической философии государства Фридриха Юлиуса Шталя, исторической школе Фридриха Карла Савиньи и позитивистской социологии Огюста Конта. В этих теориях человек превращается из гегелевского активного субъекта мысли в пассивного субъекта восприятия. Эти антигегелевские тенденции сливались в конце XIX века с иррациональной философией жизни, и именно они создавали идейные предпосылки германского фашизма.
Тоталитарное правление уничтожает гегелевскую триаду семьи, общества и государства, и на её месте появляется некое всеобъемлющее единство, поглощающее личность. Философские принципы, провозглашающие «природные» принципы почвы и крови, призваны отвлечь внимание от социально-экономической природы тоталитаризма, в ходе становления которого общность превращается не в единение гегелевских свободных индивидов, а в «природный» организм расы. Маркузе перечисляет ряд теоретиков германского национал-социализма, для которых Гегель символизирует «ветхое, изжитое прошлое» и приводит слова наиболее яркого из них, Карла Шмитта: «В тот день, когда Гитлер пришёл к власти, Гегель, так сказать, умер».
Теория Маркса же означает конец классической философии и переход к принципиально новому порядку истины, которую нельзя истолковать в терминах философии. На смену гегелевской идее Разума приходит идея счастья. Маркузе пишет:

Даже ранние сочинения Маркса не являются философскими. В них содержится отрицание философии, хотя и выраженное философским языком. Конечно, некоторые фундаментальные понятия, разработанные Гегелем, неожиданно дают о себе знать в процессе перехода от Гегеля к Марксу, однако подход к марксистской теории не должен сводиться к рассмотрению метаморфоз, которые претерпели старые философские категории. В теории Маркса любое понятие имеет принципиально иное основание, подобно тому, как любая новая теория имеет новую концептуальную структуру, которую нельзя вывести из предшествующих теорий.

В книге также подробно рассматривается понятие Маркса об отчуждённом труде, имеющее большое значение для последующей эволюции философии Маркузе.
В дальнейшем взгляды Маркузе, изложенные в «Разуме и революции», претерпели изменения, однако он до конца жизни считал, что немецкая классическая философия по-прежнему актуальна в современной социальной и политической теории, при этом подчёркивая, что и Маркс, и Энгельс считали себя наследниками немецкого идеализма:224.
Высокую оценку книге дал Эрих Фромм. В целом «Разум и революция» оценивается как одна из лучших интерпретаций Гегеля.

## Программные работы
В отличие от Маркса, Маркузе не верит в решающую роль рабочего класса, считая, что общество потребления развратило всех. В знаменитой книге «Одномерный человек» для Маркузе нет героев. Все жертвы и все зомбированы, никто не действует по собственной воле. На Западе человек одномерен, поскольку им манипулируют. Общество стало бесклассовым, но оно далёко от марксова идеала коммунизма. Вместо коммунизма получилось одномерное общество, неототалитарная Система, существующая за счёт гипноза средств массовой информации, которые внедряют в каждое индивидуальное сознание ложные потребности и культ потребления. Революционная роль перешла к маргиналам и представителям авангардного искусства (тезис контркультура как наследник пролеткульта). Единственное, что они могут противопоставить Системе — это Великий Отказ, тотальное неприятие Системы и её ценностей.
В СССР сама идеология становится фактором отчуждения. Она гораздо грубее, чем на Западе, но тем самым даёт людям некий шанс уйти от политики в культуру. Этим, по Маркузе, и объясняется развитие литературы и искусства в СССР вопреки диктату КПСС.
Труд Маркузе «Эрос и цивилизация», опубликованный в 1955 году послужил философско-политической платформой для движения «новых левых». Эрих Фромм расценил книгу «Эрос и цивилизация» как искажение идей Фрейда.
В книге «Контрреволюция и бунт» он, исследуя причины поражения «Парижской весны» 1968 года, уже видит в студенческом движении детонатор, который должен запустить большой мотор рабочей революции. Маркузе считает, что «Парижская весна» потерпела поражения не только из-за ограниченности социальной базы. Он вводит новое понятие «превентивной контрреволюции», которая является не просто ответом реакционных классов на революцию, но которая может начаться «превентивно», то есть предварительно, ещё до того, как началась революция, точно так же, как прививка против болезни, вызывая эту болезнь в самой лёгкой форме, приводит в действие механизм иммунитета, делая человека невосприимчивым к самой болезни. Для противодействия этому нужно расширять социальную базу революции.

## Оценки

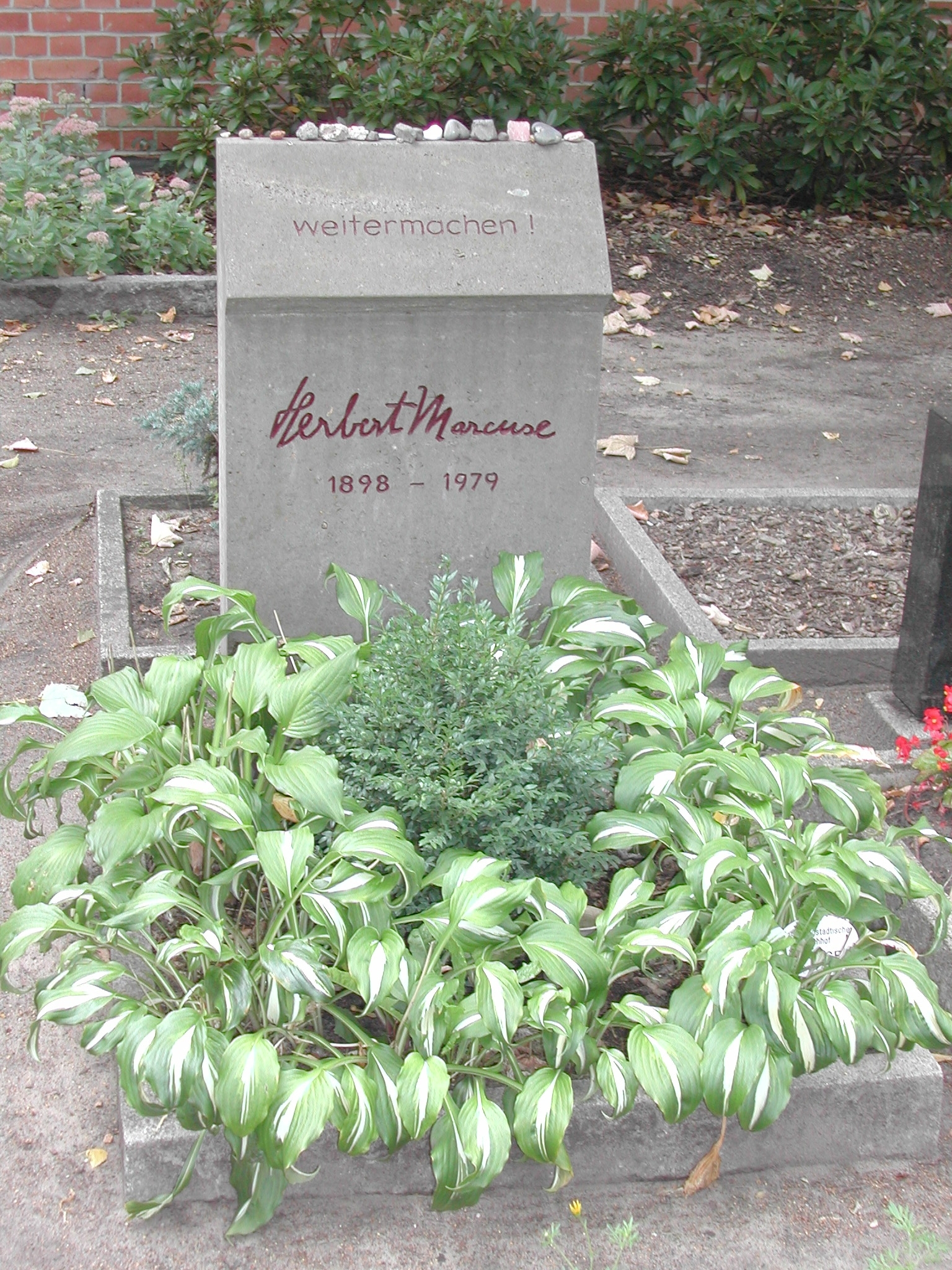
Могила

В СССР отношение к Маркузе было отрицательное, несмотря на то, что многие люди, восхваляемые советской пропагандой, как, например, Анджела Дэвис, были его непосредственными учениками. Как отмечал Александр Тарасов: «Герберт Маркузе, разгромивший советский опыт в книге „Советский марксизм“ и отказывавшийся считать общественно-экономический строй в СССР социализмом (за что его постоянно поносили в Советском Союзе и даже объявили „агентом ЦРУ“)…».
Критиковавший марксизм польский философ Лешек Колаковский рассматривал взгляды Маркузе как антимарксистские, поскольку они игнорировали критику Марксом Гегеля и теорию классовой борьбы. Маркузе отказался от них в пользу фрейдистской интерпретации человеческой истории. Колаковский делает вывод, что идеальное общество Маркузе «будет авторитарно управляться просвещённой группой, которые осознают себя через единство Логоса и Эроса, отбросив обременительную власть логики, математики и эмпирических наук».
Некоторые современные авторы находят влияние взглядов Ф. М. Достоевского на Маркузе.

## Основные произведения
- «Онтология Гегеля и основание теории историчности» (1932)
- «Разум и революция» (1941)
- «Эрос и цивилизация» (1955)
- «Советский марксизм: критический анализ» (1958)
- «Одномерный человек» (1964)
- «Культура и общество» — статьи разных лет в 2-х томах (изд. в 1965)
- «Конец утопии: Герберт Маркузе ведёт дискуссию со студентами и профессорами Свободного университета в Западном Берлине» (1967)
- «Негации. Эссе по критической теории» (1968)
- «Психоанализ и политика» (1968)
- «Идеи к критической теории общества» (1969)
- «Эссе об освобождении» (1969)
- «Контрреволюция и бунт» (1972)
- «Эстетическое измерение: К критике марксистской эстетики» (1977)

### Публикации переводов сочинений на русский язык

#### Книги
- Одномерный человек. — М.: «Refl-book», 1994. — 368 с. — ISBN|5-87983-016-0.
- Эрос и цивилизация. — Киев: Государственная библиотека Украины для юношества, 1995. — 314 с. — ISBN 5-7707-3861-8.
- Разум и революция. — СПб.: «Владимир Даль», 2000. — 541 с. — ISBN 5-93615-001-1.
- Эрос и цивилизация. Одномерный человек / Перевод: А. А. Юдин. — М.: «АСТ», 2003. — 528 с. — ISBN 5-17-011041-3.
- Критическая теория общества: Избранные работы по философии и социальной критике. — М.: АСТ, Астрель, 2011. — 384 с. — ISBN 978-5-17-066742-0; ISBN 978-5-271-34962-1.

#### Статьи
- Конец Утопии // Логос. — 2004. — № 6(45). — С. 18—23[38].
- К ситуации новых левых // Скепсис (перевод Е. А. Деревянченко, 2006)[39]
- Альтернативы. — 2007. — № 2. (перевод М. Б. Конашева)[40]
- Маркузе Г. Феноменология духа // Философия и культура : журнал  / пер. с англ. Е. Н. Фединой. — 2008. — № 10. — С. 174-193. — ISSN 2454-0757.
- Марксизм и феминизм. (перевод К. Медведева, 2008)[41]
- Маркузе Г. Репрессивная толерантность.